# Horky (okres Kutná Hora)
Obec Horky (německy Horka) se nachází v okrese Kutná Hora, kraj Středočeský, asi 6 km jihovýchodně od města Čáslav. Žije zde 402 obyvatel.

## Historie
První písemná zmínka o obci pochází z roku 1268. Samostatnou obcí jsou Horky od roku 1990.
V obci se roku 1850 narodil Josef Horák, statkář, publicista a politik (poslanec Českého zemského sněmu). Ing. Petr Mucha (*1902) byl zasloužilým členem Autoklubu Republiky Československé, mj. zvítězil v I. ročníku prestižního závodu 1000 mil československých. Při tréninku na tentýž závod roku 1934 vyletěl 6. června u Horek ze silnice a vážně se zranil. Byl převezen do nemocnice v Čáslavi a 24. června 1934 v důsledku svých zranění zde zemřel. O rok později mu byl na místě havárie postaven pomník.

### Územněsprávní začlenění
Dějiny územněsprávního začleňování zahrnují období od roku 1850 do současnosti. V chronologickém přehledu je uvedena územně administrativní příslušnost obce (osady) v roce, kdy ke změně došlo:
- do 1849 země česká, kraj Čáslav
- 1850 země česká, kraj Pardubice, politický okres Kutná Hora, soudní okres Čáslav[8]
- 1855 země česká, kraj Čáslav, soudní okres Čáslav
- 1868 země česká, politický i soudní okres Čáslav
- 1939 země česká, Oberlandrat Kolín, politický i soudní okres Čáslav[9]
- 1942 země česká, Oberlandrat Praha, politický i soudní okres Čáslav[10]
- 1945 země česká, správní i soudní okres Čáslav[11]
- 1949 Pardubický kraj, okres Čáslav[12]
- 1960 Středočeský kraj, okres Kutná Hora
- 2003 Středočeský kraj, obec s rozšířenou působností Čáslav

## Pamětihodnosti
- Kostel svatého Václava
- Pomník ing. Petra Muchy[7]

## Doprava
Dopravní síť
- Pozemní komunikace – Obcí vede silnice I/38 Jihlava – Havlíčkův Brod – Horky – Čáslav – Kolín.

- Železnice – Obcí vede železniční Trať 230 Kolín – Kutná Hora – Havlíčkův Brod. Je to dvoukolejná elektrizovaná celostátní trať zařazená do evropského železničního systému, doprava byla zahájena roku 1869.

Veřejná doprava 2011
- Autobusová doprava – Z obce vedly autobusové linky např. do těchto cílů : Adamov, Čáslav, Golčův Jeníkov, Habry, Havlíčkův Brod, Chotěboř, Kutná Hora, Žleby (dopravce Veolia Transport Východní Čechy, a. s.). V obci zastavovala v pátek a v neděli dálková autobusová linka Bystřice nad Pernštejnem-Žďár nad Sázavou-Praha (1 spoj) (dopravce ZDAR, a. s.).
- Železniční doprava – V železniční zastávce Horky u Čáslavi zastavovalo v pracovní dny 12 párů osobních vlaků, o víkendu 7 párů osobních vlaků.